# Kai Verbij
Kai Verbij (* 25. September 1994 in Leiderdorp) ist ein niederländischer Eisschnellläufer.

## Werdegang
Verbij hatte seinen ersten internationalen Erfolg bei den Juniorenweltmeisterschaften 2012 in Obihiro. Dort gewann er die Bronzemedaille im Mehrkampf. Im folgenden Jahr holte er bei den Juniorenweltmeisterschaften in Klobenstein die Silbermedaille über 1000 m. Im März 2014 gewann er bei den Juniorenweltmeisterschaften in Bjugn die Silbermedaille über 1500 m und jeweils die Goldmedaille über 1000 m und im 2 × 500-m-Lauf. Im Eisschnelllauf-Weltcup debütierte er zu Beginn der Saison 2014/15 in Obihiro und belegte dabei den sechsten Platz im B-Weltcup über 500 m und den 12. Rang im A-Weltcup über 1000 m. Zu Beginn der Saison 2015/16 holte er im Teamsprint in Calgary seinen ersten Weltcupsieg. Im weiteren Saisonverlauf kam er sechsmal aufs Podium, darunter ein weiterer Sieg im Teamsprint beim Weltcupfinale in Heerenveen. Bei den niederländischen Meisterschaften 2016 wurde er Meister im 2 × 500-m-Lauf und im Sprint-Mehrkampf und Zweiter über 1000 m. Im Februar 2016 belegte sie bei den Einzelstreckenweltmeisterschaften 2016 in Kolomna den 23. Platz im 2 × 500-m-Lauf und den siebten Rang über 1000 m. Bei der Sprintweltmeisterschaft 2016 in Seoul holte er die Bronzemedaille. Zum Saisonende erreichte er den zehnten Platz im Grand-Weltcup, den siebten Rang im Gesamtweltcup über 500 m und den vierten Platz im Gesamtweltcup über 1000 m. Nach Platz drei über 5000 m in Harbin und Rang zwei über 1000 m in Nagano, belegte er in Berlin über 1000 m die Plätze eins und zwei und über 500 m den dritten Platz. Bei der Sprintweltmeisterschaft 2017 in Calgary und bei der Mehrkampfeuropameisterschaft 2017 in Heerenveen holte er jeweils die Goldmedaille und bei den Einzelstreckenweltmeisterschaften 2017 in Gangwon die Bronzemedaille über 1000 m. Beim Weltcupfinale in Stavanger siegte er im Teamsprint und errang im Lauf über 500 m den dritten Platz. Er erreichte damit den vierten Platz im Weltcup über 500 m und jeweils den dritten Rang im Gesamtweltcup und im Weltcup über 1000 m. In der Saison 2017/18 kam er viermal auf den zweiten und zweimal auf den dritten Platz. Zudem holte er über 1000 m in Calgary seinen fünften Weltcupsieg und erreichte zum Saisonende den siebten Platz im Weltcup über 500 m, den vierten Rang im Gesamtweltcup und den dritten Platz im Weltcup über 1000 m. Beim Saisonhöhepunkt, den Olympischen Winterspielen im Februar 2018 in Pyeongchang, wurde er Neunter über 500 m und Sechster über 1000 m. Anfang März 2018 gewann er bei der Sprintweltmeisterschaft in Changchun die Bronzemedaille.
Nach Platz eins im Teamsprint in Obihiro zu Beginn der Saison 2018/19, errang Verbij in Tomakomai und in Tomaszów Mazowiecki jeweils den zweiten Platz über 1000 m und im Teamsprint. Bei der Mehrkampfeuropameisterschaft 2019 in Klobenstein holte er die Goldmedaille im Sprint-Mehrkampf und siegte Anfang Februar 2019 beim Weltcup in Hamar über 1000 m. Bei den Einzelstreckenweltmeisterschaften 2019 in Inzell gewann er über 500 m und über 1000 m jeweils die Goldmedaille. Ende Februar 2019 wurde er bei der Sprintweltmeisterschaft in Heerenveen Fünfter. Beim Weltcupfinale im März 2019 in Salt Lake City belegte er den dritten Platz über 1000 m und erreichte abschließend den zweiten Platz im Gesamtweltcup über 1000 m. In der Saison 2019/20 siegte er in Minsk und in Nur-Sultan jeweils in Teamsprint und errang mit zwei dritten Plätzen und einen zweiten Platz, den zweiten Platz im Gesamtweltcup über 1000 m. Bei den Europameisterschaften 2020 in Heerenveen gewann er die Bronzemedaille über 1000 m. Beim Saisonhöhepunkt, den Einzelstreckenweltmeisterschaften 2020 in Salt Lake City, holte sie die Goldmedaille im Teamsprint. Ende Februar 2020 wurde er bei der Sprintweltmeisterschaft in Hamar Vierter. In der folgenden Saison gewann er mit jeweils einen zweiten und ersten Platz den Gesamtweltcup über 1000 m. Bei den Einzelstreckenweltmeisterschaften 2021 in Heerenveen holte er die Goldmedaille über 1000 m.

## Persönliche Bestzeiten
- 500 m      34,13 s (aufgestellt am 9. Dezember 2017 in Salt Lake City)
- 1000 m    1:06,34 min (aufgestellt am 9. März 2019 in Salt Lake City)
- 1500 m    1:45,41 min (aufgestellt am 22. März 2015 in Calgary)
- 3000 m    3:53,70 min (aufgestellt am 9. Dezember 2012 in Inzell)
- 5000 m    6:56,25 min (aufgestellt am 18. Dezember 2011 in Inzell)

## Teilnahmen an Weltmeisterschaften und Olympischen Winterspielen

### Olympische Spiele
- 2018 Pyeongchang: 6. Platz 1000 m, 9. Platz 500 m
- 2022 Peking: 14. Platz 500 m, 30. Platz 1000 m

### Einzelstrecken-Weltmeisterschaften
- 2016 Kolomna: 7. Platz 1000 m, 23. Platz 2 × 500 m
- 2017 Gangwon: 3. Platz 1000 m
- 2019 Inzell: 1. Platz 1000 m, 1. Platz Teamsprint
- 2020 Salt Lake City: 1. Platz Teamsprint, 6. Platz 1000 m, 10. Platz 500 m
- 2021 Heerenveen: 1. Platz 1000 m, 4. Platz 500 m

### Sprint-Weltmeisterschaften
- 2016 Seoul: 3. Platz Sprint-Mehrkampf
- 2017 Calgary: 1. Platz Sprint-Mehrkampf
- 2018 Changchun: 3. Platz Sprint-Mehrkampf
- 2019 Heerenveen: 5. Platz Sprint-Mehrkampf
- 2020 Hamar: 4. Platz Sprint-Mehrkampf

### Mehrkampf-Weltmeisterschaften
- 2022 Hamar: 2. Platz Sprint-Mehrkampf, 3. Platz Teamsprint

## Weltcupsiege

### Weltcupsiege im Einzel
| Nr. | Datum            | Ort        | Disziplin |
| --- | ---------------- | ---------- | --------- |
| 1.  | 29. Januar 2017  | Berlin     | 1000 m    |
| 2.  | 2. Dezember 2017 | Calgary    | 1000 m    |
| 3.  | 2. Februar 2019  | Hamar      | 1000 m    |
| 4.  | 31. Januar 2021  | Heerenveen | 1000 m    |

### Weltcupsiege im Team
| Nr. | Datum             | Ort        | Disziplin    |
| --- | ----------------- | ---------- | ------------ |
| 1.  | 14. November 2015 | Calgary    | Teamsprint 1 |
| 2.  | 12. März 2016     | Heerenveen | Teamsprint 1 |
| 3.  | 10. März 2017     | Stavanger  | Teamsprint 2 |
| 4.  | 18. November 2018 | Obihiro    | Teamsprint 3 |
| 5.  | 15. November 2019 | Minsk      | Teamsprint 4 |
| 6.  | 6. Dezember 2019  | Nur-Sultan | Teamsprint 5 |